# Вірменський собор (Львів)
Вірме́нський кафедра́льний собо́р Успі́ння Пресвято́ї Богоро́диці — пам'ятка архітектури національного значення у Львові, що належить до Світової спадщини ЮНЕСКО; єдиний храм Вірменської апостольської церкви в Західній Україні.

## Історія
Вірменську церкву збудовано у другій половині XIV століття (1363–1370 роки). Засновниками храму були вірмени з-за меж Львова: Якуб, син Шахіншаха, родом з Кафи та Панос, син Авраама (Абрагаміанча) з Газарату чи іншої колонії Генуезької республіки. Храм був зведений італійським архітектором-майстром Дорінгом, ймовірно, за участі вірменських будівельників. На думку деяких дослідників (Владислав Лозинський, Тадеуш Маньковський), він також народився в італійській родині в Кафі або приїхав до Криму з Генуї. Цим пояснюється його добре знання традицій архітектури Італії, Вірменії та Візантії. На думку інших дослідників (Яцек Хршанчевський), суттєво вплинув на побудову цього вірменського собору вірменський храм Сурб-Ншан (Святого Знамення) у гірському монастирі Сурб-Хач (Святий Хрест) поблизу Старого Криму.
Кс. Садок Баронч стверджував, що храм збудований між вищою та нижчою Вірменськими вулицями у місті.
У 1381 році Львів сильно постраждав від пожежі. Постраждав і собор. На думку деяких істориків, його реконструкція тривала до 1437 р. Під час цих робіт з північної та південної сторони храму надбудовували аркадні клуастри, з'єднані із заходу притвором (джамадуном). Під їх підлогою, як і в соборних склепіннях, були поховані видатні представники вірменської громади.
Оригінальна вежа собору згоріла під час пожежі у Львові 1527 року. Нова була побудована Анджеєм з Кафи, який найняв архітектора Петра Красовського, який у 1570–1571 роках побудував триповерхову вежу-дзвіницю. Наприкінці XVI століття Петро Барбон збудував ризницю.
У 1630 році вірменський єпископ Львова Миколай Торосович уклав унію з Римом. Того ж року він вирішив збільшити храм. Проєкт реконструкції створив львівський архітектор Войцех (Альберт) Кілар. До церкви XIV століття на західній стороні прибудували низький неф довжиною 11 м і шириною 9,7 м. Він був побудований з цегли і оштукатурений всередині і зовні. Він отримав двопролітне склепіння стовбура з люнетами. У стінах є два вікна. На стику старої та нової частин собору був створений широкий склепінчастий хід, тоді як на захід був побудований трипролітний тамбур. В результаті цього розширення, церква була побудована за планом латинського хреста, таким чином подібна до будови римо-католицьких церков.
Протягом століть собор був громадським і релігійним центром вірменської громади у Львові. У 1367 році церква стала соборною: у Львові був утворений єпархіальний центр вірменів Русі та Волощини. Надалі навколо церкви склався один із найцікавіших ансамблів, до якого ввійшли дзвіниця (1571 рік, арх. Петро Красовський), палац архієпископа (XVIII століття), вірменський банк (XVII століття), монастир бенедиктинок (1682), пам'ятна колона з постаттю святого Христофора та дерев'яний вівтар з композицією «Голгофа» (XVIII століття), огорожі з брамами (XVII—XIX століття).
Сам собор неодноразово перебудовувався: в 1437 році навколо нього зведено відкриту арочну галерею, перероблену на північному фасаді в захристію (1671), а згодом в ризницю (1731). В 1630 році прибудовано прямокутну західну наву. Після пожежі 1712 року інтер'єр набуває барокового характеру: тинькуються стіни, встановлюються нові вівтарі. Під час реставрації 1908–1927 років, що здійснювалася під керівництвом архітектора Франциска Мончинського, замість розібраних житлових будинків з боку вул. Краківської розпочато будівництво західної вхідної частини, а стіни апсид декоровано стилізованими елементами, запозиченої з давньовірменської архітектури, — накладними арками та орнаментами. Із застосуванням стилізації в інтер'єрі виконані різьблена дерев'яна стеля над навою XVII століття, фрески, орнаментальний розпис стін і вітражі (художник Ян Генрик Розен), мозаїка в бані (художник Ю. Мегоффер). 1930 року за проєктом Вітольда Мінкевича виконано новий головний вівтар, престол та амвон.
За часів СРСР Вірменський собор було зачинено. Радянська влада закрила структуру Вірменської католицької церкви. 26 листопада 1945 був заарештований адміністратор Архієпископії, о. Діонісій Каєтанович і три інших священиків. Майже всі вірмени переїхали до Польщі.
Спочатку тут знаходилося фондосховище Львівської картинної галереї, а з 1953 року — музею імені Леніна. В січні 2000 року церкву повернули вірменській громаді. 6 січня 2001 року було звершено перше богослужіння, а 28 травня 2003 року собор освятив католикос всіх вірмен Гарегін ІІ.

## Архітектура

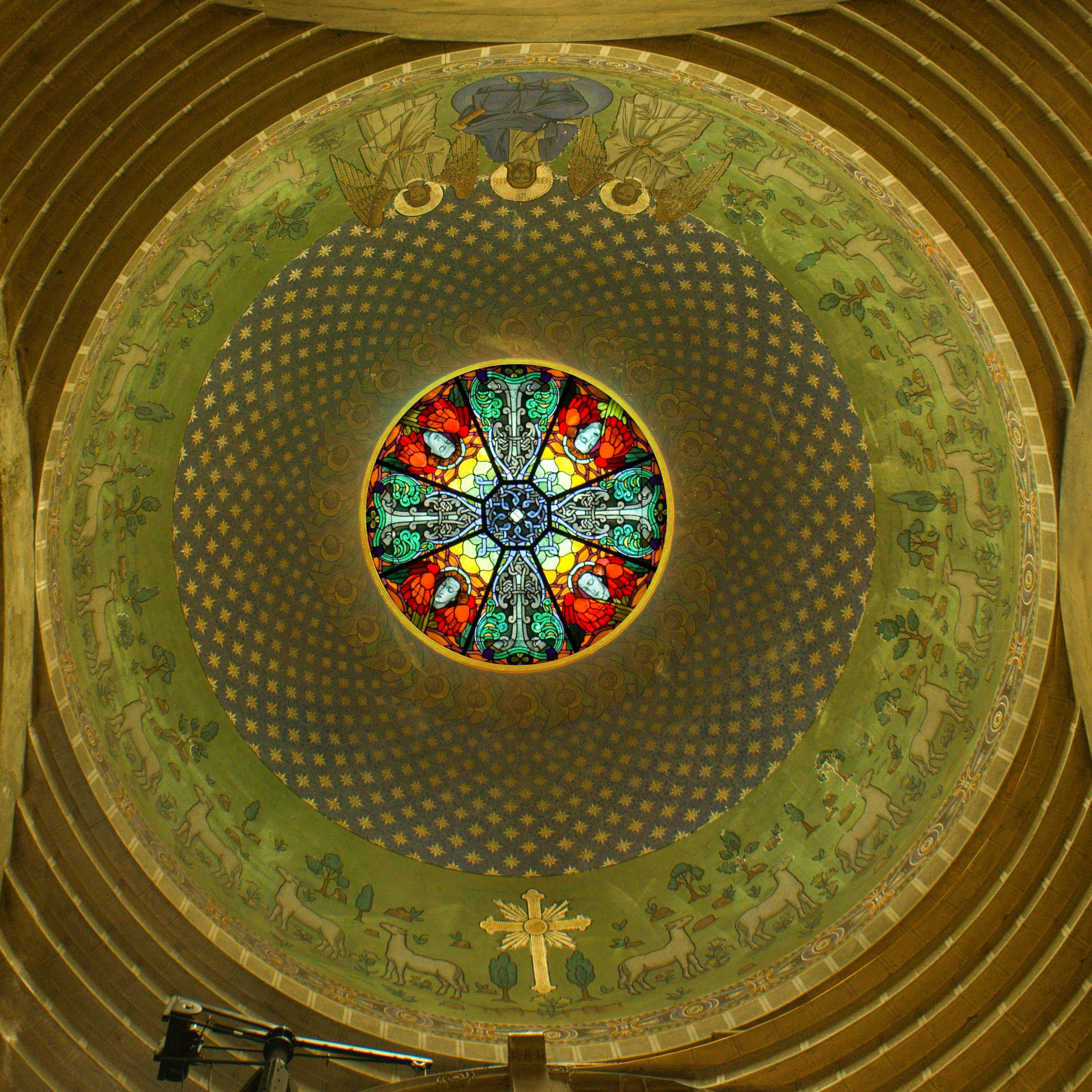
Купол храму

Незважаючи на перебудови добре збереглося об'ємно-планувальне вирішення старої східної частини храму, яке відобразило традиції давньоруського і вірменського монументального будівництва, що сягають Візантії. Вплив вірменської архітектури позначився на формі дванадцятигранного барабана з шатровим дахом, що вивершує середохрестя. Він виявляється в ретельному оздобленні стін тесаними кам'яними плитами з вмонтованими в них хачкарами, в рисунку сталактитового фриза над аркою центральної апсиди, що зберігся в інтер'єрі. Останній був прикрашений властивим для давньоруських пам'яток фресковим розписом (XV століття), фрагменти якого були відкриті в 1925 році на відкосах ніші південного вікна. Окремі архітектурні деталі, епітафії та скульптури свідчать про вплив готики, ренесансу й бароко.

### Інтер'єр
Простора середня частина собору після реконструкції 1908—1927 років була суттєво змінена. В розписуванні нової дерев'яної стелі архітектор Ф. Мончинський використав модернізовані вірменські та орієнтальні мотиви, а художник Ян Генрик Розен виконав виповнені метафізичним сенсом картини і орнаментальні розписи стін і вітражів. Ян Розен пішов шляхом синтезу вірмено-візантійської традиції з західноєвропейськими тенденціями сучасного йому мистецтва в формі об'єднання експресивних засобів вираження з піздньосецесійною стилізацією. Особливо вдались художнику, на думку сучасників, «Таємна вечеря», «Розп'яття» і «Похорон Святого Оділона».

## Дзвіниця Вірменського собору

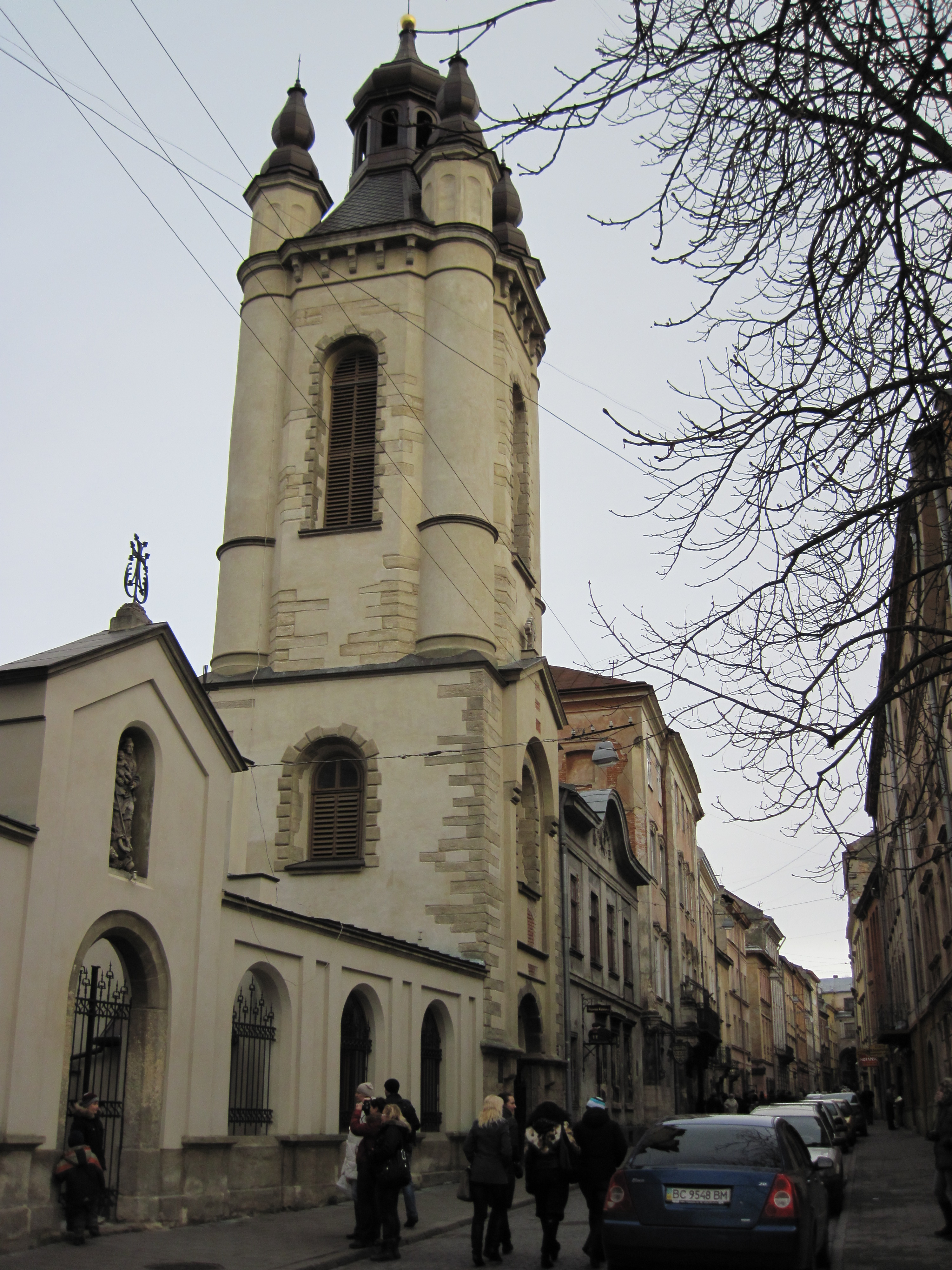
Дзвіниця Вірменського собору

Первісна дзвіниця згоріла під час великої пожежі міста 1527 року. Побудову нової вежі-дзвіниці Вірменського собору оплатив Андрій з Кафи, який замовив її проєкт архітектору Петру Красовському. Вежа була збудована у 1570—1571 роках. У дзвіниці був зроблений наскрізний прохід, через який є входом до подвір'я собору. Поруч із дзвіницею розташований палац вірменського архієпископа, в якому знаходилась бібліотека.
Дзвіниця триярусна, квадратна в плані. Завершення дзвіниці, чотири півкруглі вежі, виконані з оцинкованної бляхи на початку ХІХ ст. У проході під вежею-дзвіницею збереглося зірчасте склепіння, та орнаментальний різьблений портал із розташованою в ньому таблицею з написом вірменською мовою.

## Епітафії
У комплексі собору є декілька епітафій латинською мовою:
- «Це могила превелебного отця Стефана патріарха Великої Вірменії, котрий був у Римі і дорогою до Львова душу свою віддав Богові року Божого 1551»;
- «Велебний Стефан Стцекевич, Кустош. „Реквієм“ лунає. 1730»;
- «Землю — землі, душу — Богові віддав Ігнатій [Ну]рович року 1769»;
- «Богові найкращому, найбільшому. Знатний достойний Яків Теодор Бернатович […] скинувши тут одежі смертності життя без смерті сподівається. Молись кожен про те саме. […] року 1772 на 79 році життя [5] травня Яків Теодор Бернатович Інал спочив у Господі»[6].

## Діяльність
Церковна служба проходить щонеділі об 11:00 вірменською, українською та російською мовами.

## Світлини

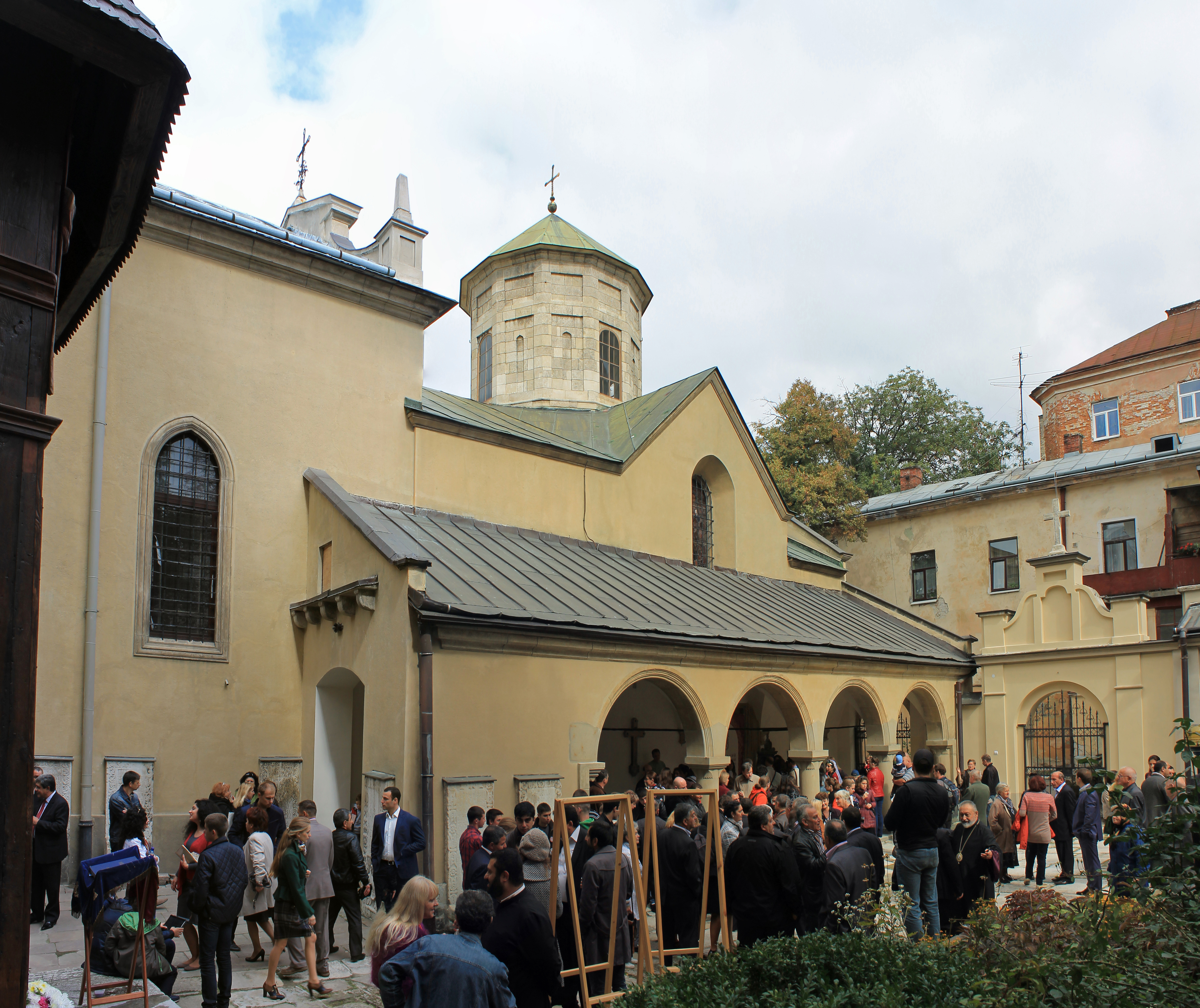
Урочисте святкування 650-річчя собору
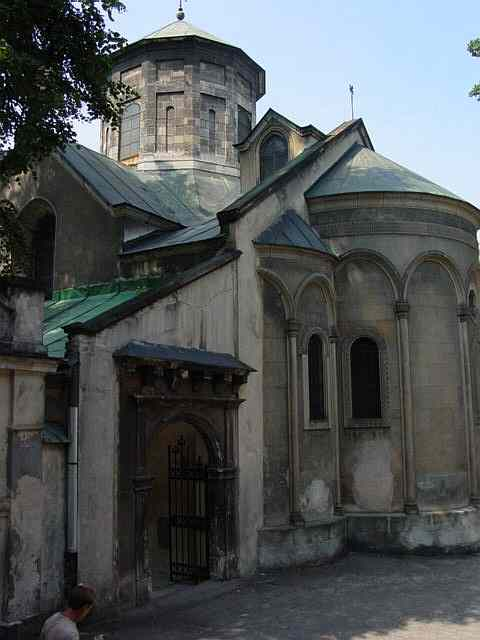
Двір
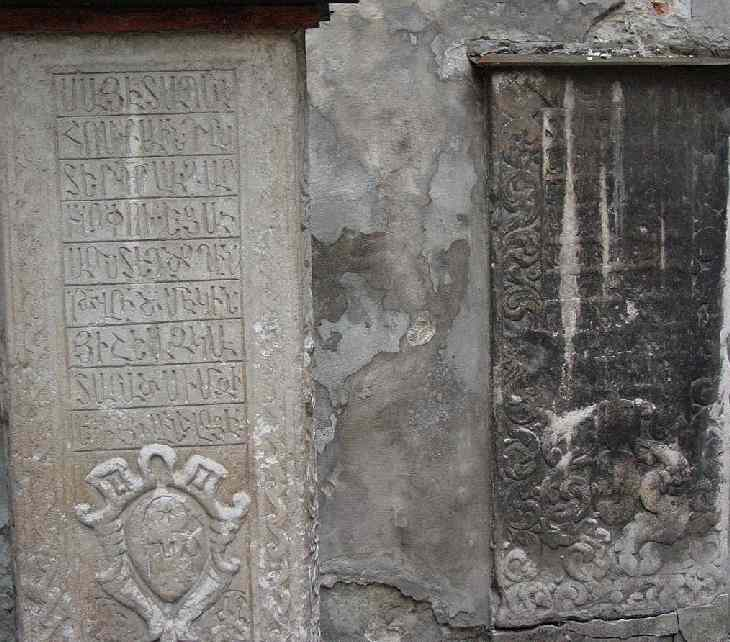
Петрогліфи
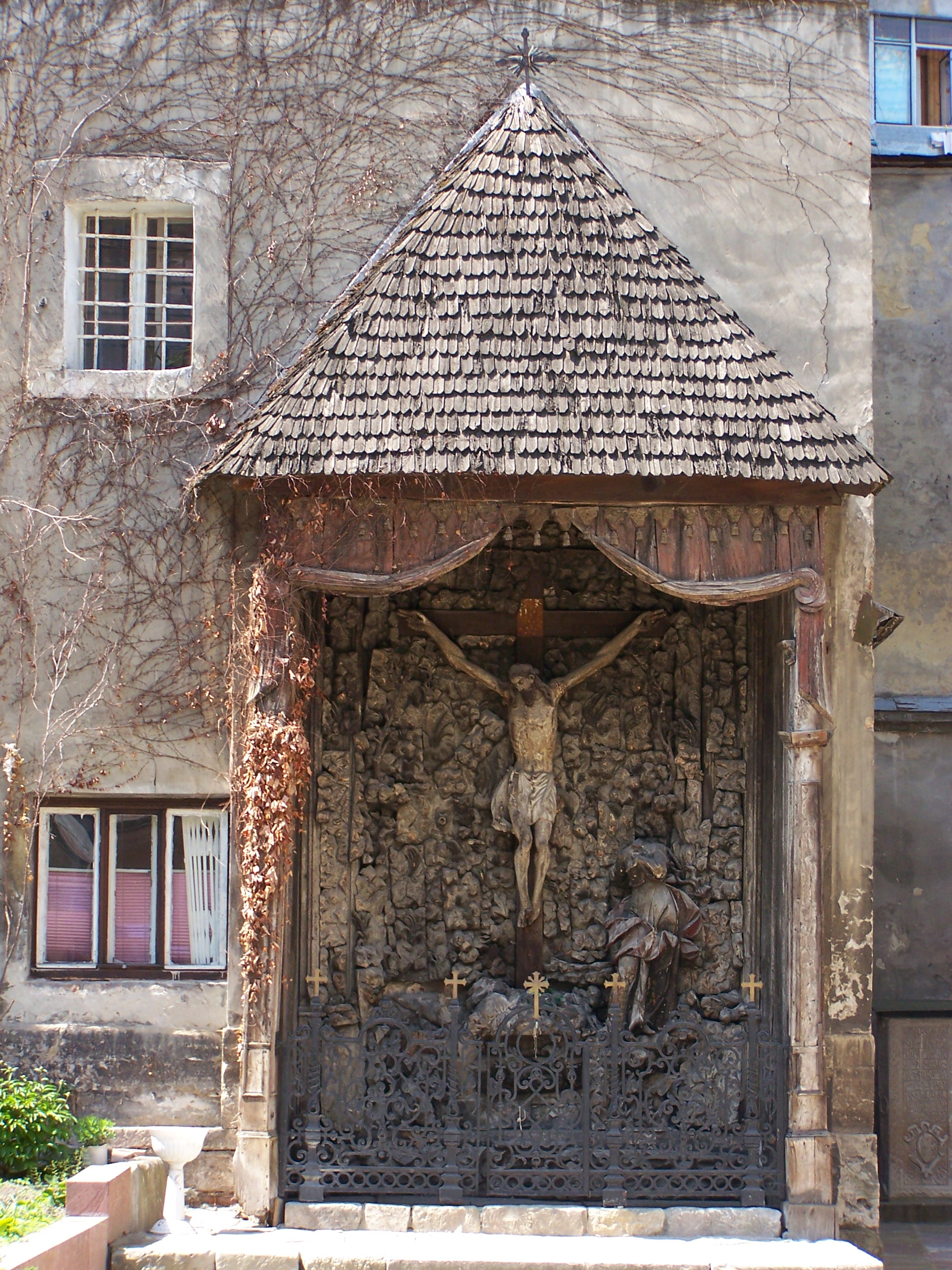
Вівтар "Голгофа"
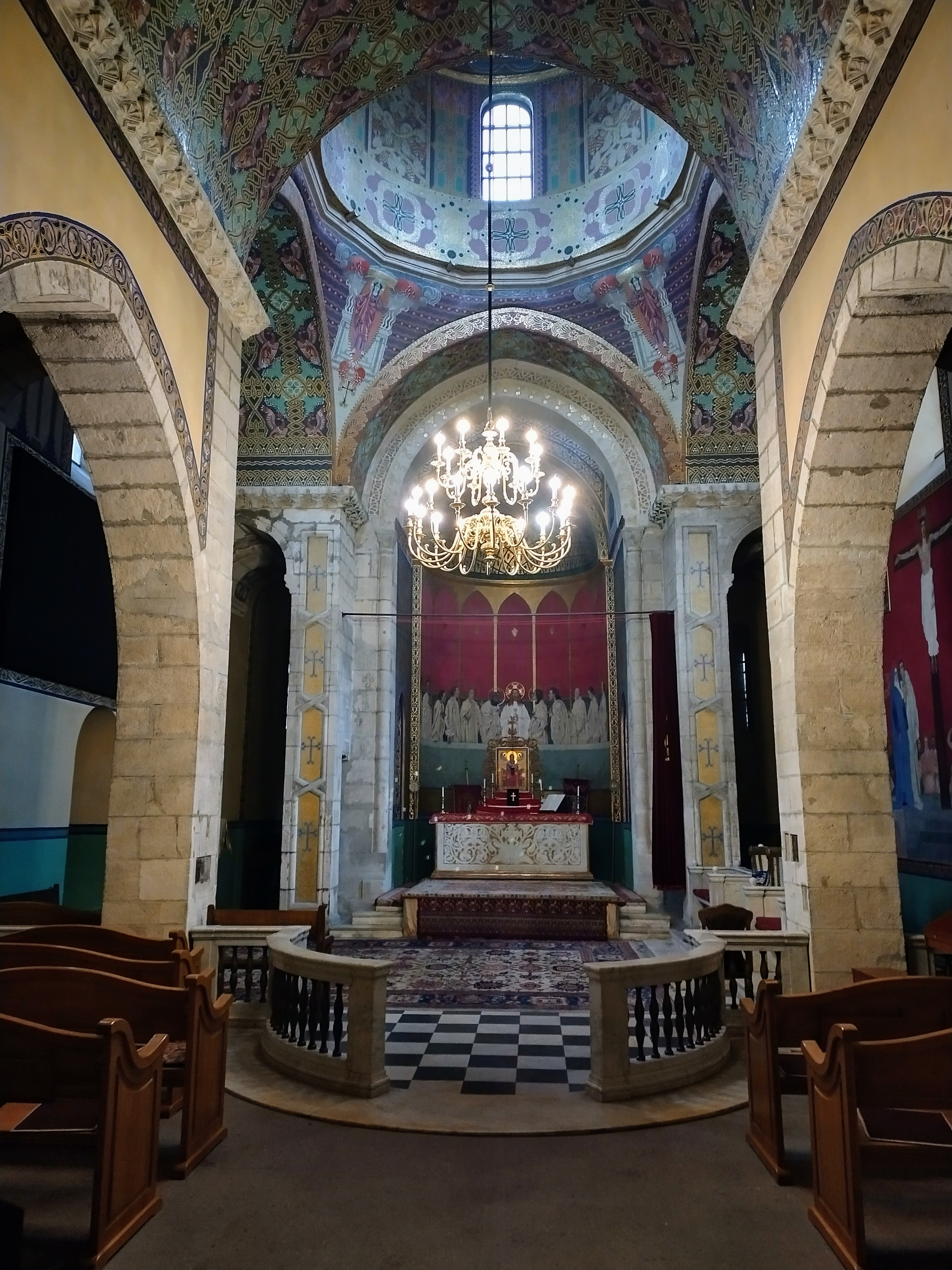
Головний вівтар
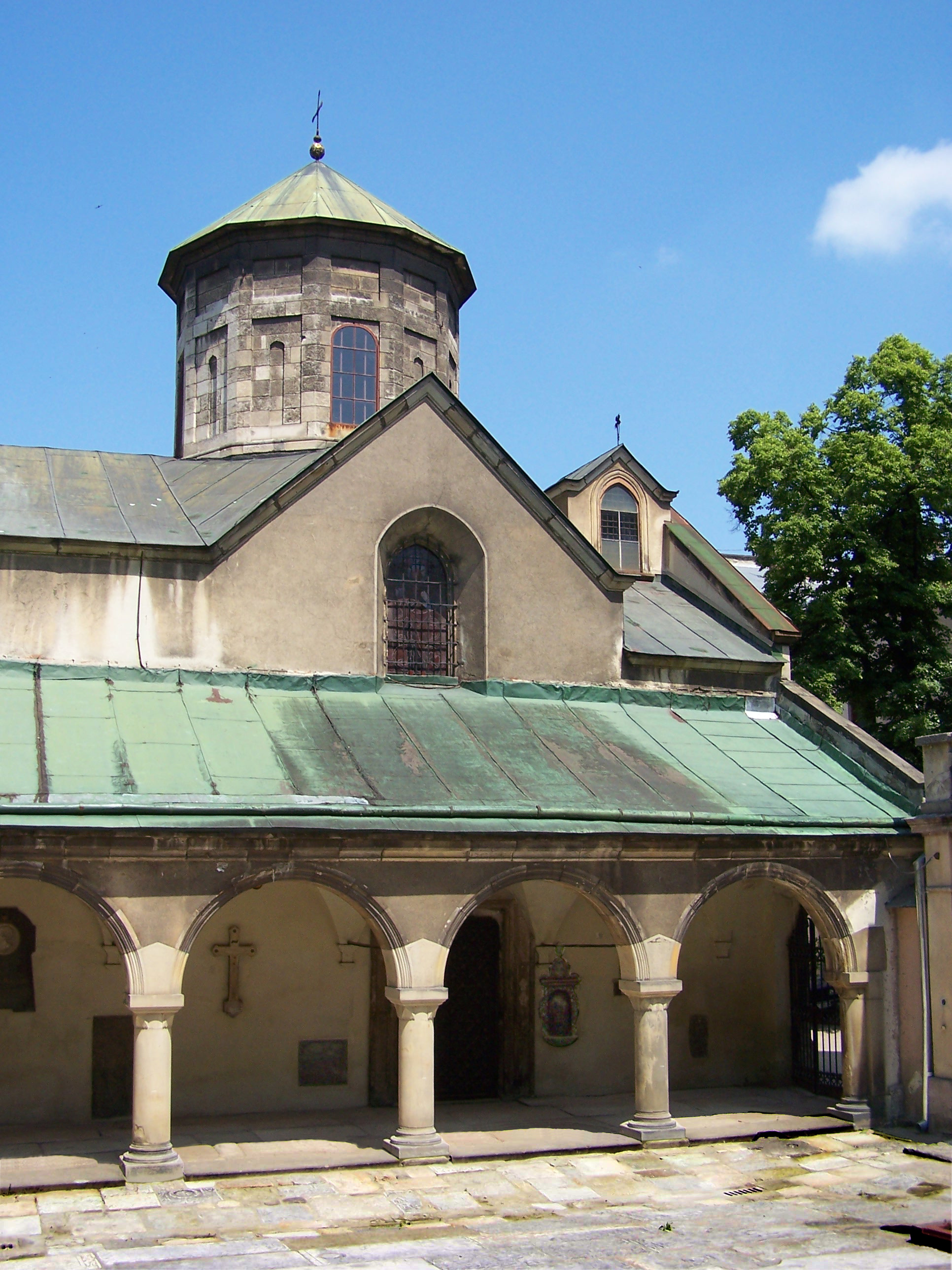
Екстер'єр двору
Барельєф правого вівтаря
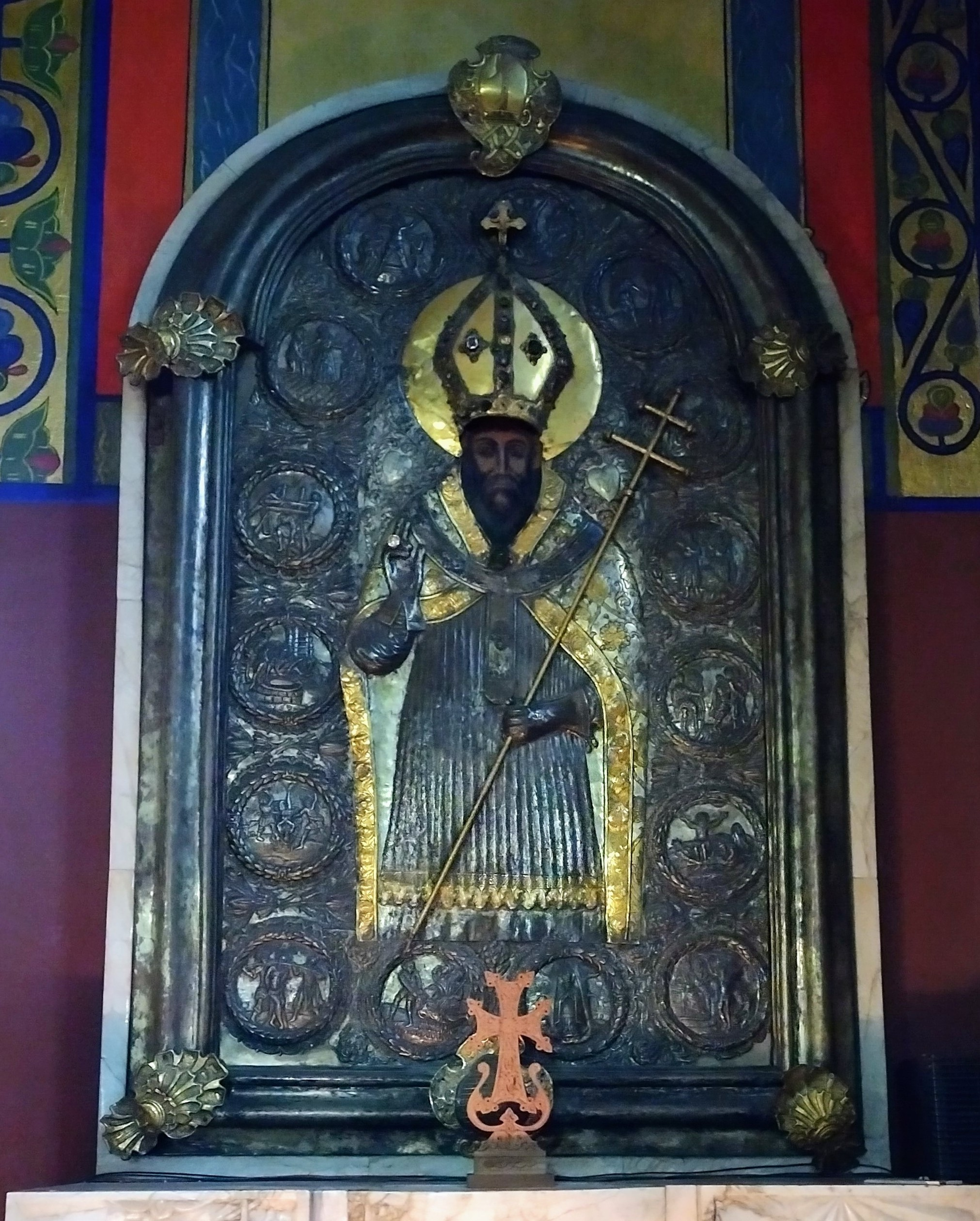
Ікона Святого Григорія Просвітителя

## Інтернет-посилання
- 3D панорама інтер'єру Вірменського собору [Архівовано 25 вересня 2013 у Wayback Machine.]
- Відео-1
- Відео-2 [Архівовано 13 жовтня 2016 у Wayback Machine.]
- Фотагалерея Вірменського Кафедрального Собору Успіння Пресвятої Богородиці [Архівовано 2 серпня 2019 у Wayback Machine.]